# Mera Naam Joker
Pour plus de détails, voir Fiche technique et Distribution.
Mera Naam Joker (मेरा नाम जोकर) est un film indien réalisé par Raj Kapoor, sorti en 1970.

## Synopsis
Trois femmes, Mary, Marina et Meena, reçoivent chacune un jouet en forme de clown et sont invitées à la dernière représentation du célèbre clown Raj Ranbir, alias Raju, qui remonte sur scène pour la première fois depuis 20 ans. Les histoires de ces trois femmes et leurs relations avec Raju sont racontées à travers une série de flashbacks pendant son spectacle.

## Fiche technique
- Titre : Mera Naam Joker
- Titre original : मेरा नाम जोकर
- Réalisation : Raj Kapoor
- Scénario : Khwaja Ahmad Abbas
- Musique : Jaikishan Dayabhai Panchal et Shankarsingh Raghuwanshi
- Photographie : Radhu Karmakar
- Montage : Raj Kapoor
- Production : Raj Kapoor
- Société de production : R. K. Films
- Pays :  Inde
- Genre : Comédie dramatique et film musical
- Durée : 224 minutes
- Dates de sortie : 
  -  Inde : 18 décembre 1970

## Distribution
- Raj Kapoor : Raj « Raju » Ranbir
- Manoj Kumar : David
- Simi Garewal : Mary
- Rishi Kapoor : Raju jeune
- Achala Sachdev : la mère de Raju
- Dharmendra : Mahender Kumar
- Dara Singh Randhawa : Sher Singh
- Kseniya Ryabinkina : Marina
- Rajendra Kumar Tuli : Mahender Kumar
- Padmini : Meena / Meena Banu Bochali / maître Meenu

## Distinctions
Le film a remporté cinq Filmfare Awards : meilleur réalisateur, meilleur directeur musical, meilleur chanteur en playback pour Manna Dey, meilleure photographie couleur et meilleur enregistrement sonore.